# Deuxième circonscription de la Haute-Marne
La deuxième circonscription de la Haute-Marne est l'une des deux circonscriptions législatives françaises que compte le département de la Haute-Marne (52) situé en région Grand Est.

## Description géographique et démographique

### De 1958 à 1986
La deuxième circonscription de la Haute-Marne était composée de :
- canton d'Andelot
- canton de Chevillon
- canton de Doulaincourt
- canton de Doulevant-le-Château
- canton de Joinville
- canton de Juzennecourt
- canton de Montier-en-Der
- canton de Poissons
- canton de Saint-Blin
- canton de Saint-Dizier
- canton de Vignory
- canton de Wassy

Source : Journal Officiel du 14-15 Octobre 1958.

### Depuis 1988
La deuxième circonscription de la Haute-Marne est délimitée par le découpage électoral de la loi n°86-1197 du 24 novembre 1986
, elle regroupe les divisions administratives suivantes :
- canton d'Andelot-Blancheville
- canton de Blaiserives
- canton de Chevillon
- canton de Doulaincourt-Saucourt
- canton de Joinville
- canton de Juzennecourt
- canton de Montier-en-Der
- canton de Poissons
- canton de Saint-Blin-Semilly
- canton de Saint-Dizier-Centre
- canton de Saint-Dizier-Nord-Est
- canton de Saint-Dizier-Ouest
- canton de Saint-Dizier-Sud-Est
- canton de Vignory
- canton de Wassy

D'après le recensement général de la population en 1999, réalisé par l'Institut national de la statistique et des études économiques (INSEE), la population totale de cette circonscription est estimée à 93344 habitants,.

## Historique des députations
| Législature | Début de mandat | Fin de mandat  | Député                    | Parti politique | Observations                                                                           |
| ----------- | --------------- | -------------- | ------------------------- | --------------- | -------------------------------------------------------------------------------------- |
| IXe         | 23 juin 1988    | 1er avril 1993 | Guy Chanfrault,           | PS,             |                                                                                        |
| Xe          | 2 avril 1993    | 21 avril 1997  | François Cornut-Gentille, | RPR,            | Mandat écourté à la suite d'une dissolution parlementaire décidée par Jacques Chirac.  |
| XIe         | 12 juin 1997    | 18 juin 2002   | François Cornut-Gentille  | RPR             |                                                                                        |
| XIIe        | 19 juin 2002    | 19 juin 2007   | François Cornut-Gentille, | UMP,            |                                                                                        |
| XIIIe       | 20 juin 2007    | 19 juin 2012   | François Cornut-Gentille, | UMP,            |                                                                                        |
| XIVe        | 20 juin 2012    | 20 juin 2017   | François Cornut-Gentille  | UMP → LR        |                                                                                        |
| XVe         | 21 juin 2017    | 21 juin 2022   | François Cornut-Gentille  | LR              |                                                                                        |
| XVIe        | 22 juin 2022    | 9 juin 2024    | Laurence Robert-Dehault   | RN              | Mandat écourté à la suite d'une dissolution parlementaire décidée par Emmanuel Macron. |

## Historique des élections

### Élections de 1958
| Candidat       | Candidat          | Parti          | Premier tour | Premier tour | Second tour | Second tour |  |
| Candidat       | Candidat          | Parti          | Voix         | %            | Voix        | %           |  |
| -------------- | ----------------- | -------------- | ------------ | ------------ | ----------- | ----------- |  |
|                | Raymond Hanin élu | CNIP           | 13 693       | 33,85        | 26 944      | 71,32       |  |
|                | Marius Cartier    | PCF            | 8 741        | 21,61        | 10 834      | 28,68       |  |
|                | Raoul Laurent     | UNR            | 6 503        | 16,07        | Retrait     | Retrait     |  |
|                | René Rollin       | Radsoc         | 5 904        | 14,59        | Retrait     | Retrait     |  |
|                | Émile Charpentier | Modérés        | 3 735        | 9,23         | Retrait     | Retrait     |  |
|                | Pierre Filtz      | SFIO           | 1 879        | 4,64         |             |             |  |
|                |                   |                |              |              |             |             |  |
| Inscrits       | Inscrits          | Inscrits       | 52 721       | 100,00       | 52 703      | 100,00      |  |
| Abstentions    | Abstentions       | Abstentions    | 11 139       | 21,13        | 12 695      | 24,09       |  |
| Votants        | Votants           | Votants        | 41 582       | 78,87        | 40 008      | 75,91       |  |
| Blancs et nuls | Blancs et nuls    | Blancs et nuls | 1 127        | 2,71         | 2 230       | 5,57        |  |
| Exprimés       | Exprimés          | Exprimés       | 40 455       | 97,29        | 37 778      | 94,43       |  |

Le suppléant de Raymond Hanin était Jean Chirol, employé à la CIMA à Saint-Dizier.

### Élections de 1962
| Candidat       | Candidat              | Parti          | Premier tour | Premier tour | Second tour | Second tour |  |
| Candidat       | Candidat              | Parti          | Voix         | %            | Voix        | %           |  |
| -------------- | --------------------- | -------------- | ------------ | ------------ | ----------- | ----------- |  |
|                | Raymond Hanin sortant | CNIP           | 10 202       | 28,15        | 10 656      | 27,29       |  |
|                | Jacques Delong élu    | UNR-UDT        | 10 196       | 28,13        | 15 472      | 39,63       |  |
|                | Marius Cartier        | PCF            | 9 427        | 26,01        | 12 916      | 33,08       |  |
|                | Frédéric Benoit       | Radsoc         | 5 673        | 15,65        | Retrait     | Retrait     |  |
|                | Émile Michelland      | Divers centre  | 744          | 2,05         |             |             |  |
|                |                       |                |              |              |             |             |  |
| Inscrits       | Inscrits              | Inscrits       | 53 868       | 100,00       | 53 875      | 100,00      |  |
| Abstentions    | Abstentions           | Abstentions    | 16 383       | 30,41        | 13 857      | 25,72       |  |
| Votants        | Votants               | Votants        | 37 485       | 69,59        | 40 018      | 74,28       |  |
| Blancs et nuls | Blancs et nuls        | Blancs et nuls | 1 243        | 3,32         | 974         | 2,43        |  |
| Exprimés       | Exprimés              | Exprimés       | 36 242       | 96,68        | 39 044      | 97,57       |  |

Le suppléant de Jacques Delong était Lucien Hornebeck, conseiller technique, ancien résistant, de Saint-Dizier.

### Élections de 1967
| Candidat       | Candidat                     | Parti          | Premier tour | Premier tour | Second tour | Second tour |  |
| Candidat       | Candidat                     | Parti          | Voix         | %            | Voix        | %           |  |
| -------------- | ---------------------------- | -------------- | ------------ | ------------ | ----------- | ----------- |  |
|                | Jacques Delong sortant réélu | UD-Ve          | 18 477       | 42,61        | 24 124      | 57,68       |  |
|                | Marius Cartier               | PCF            | 11 844       | 27,31        | 17 697      | 42,32       |  |
|                | Robert Genest                | FGDS (Radical) | 7 041        | 16,24        | Retrait     | Retrait     |  |
|                | Raymond Hanin                | CD (PDM)       | 6 004        | 13,84        | Retrait     | Retrait     |  |
|                |                              |                |              |              |             |             |  |
| Inscrits       | Inscrits                     | Inscrits       | 55 044       | 100,00       | 55 041      | 100,00      |  |
| Abstentions    | Abstentions                  | Abstentions    | 10 736       | 19,5         | 11 247      | 20,43       |  |
| Votants        | Votants                      | Votants        | 44 308       | 80,5         | 43 794      | 79,57       |  |
| Blancs et nuls | Blancs et nuls               | Blancs et nuls | 942          | 2,13         | 1 973       | 4,51        |  |
| Exprimés       | Exprimés                     | Exprimés       | 43 366       | 97,87        | 41 821      | 95,49       |  |

Le suppléant de Jacques Delong était Lucien Hornebeck, adjoint au maire de Saint-Dizier.

### Élections de 1968
|                | Jacques Delong sortant réélu | UDR (URP)      | 23 316 | 54,03  |  |  |  |
|                | Marius Cartier               | PCF            | 10 553 | 24,46  |  |  |  |
|                | Guy Chanfrault               | FGDS (SFIO)    | 5 087  | 11,79  |  |  |  |
|                | Bernard Collin               | CD (PDM)       | 4 194  | 9,72   |  |  |  |
|                |                              |                |        |        |  |  |  |
| Inscrits       | Inscrits                     | Inscrits       | 54 966 | 100,00 |  |  |  |
| Abstentions    | Abstentions                  | Abstentions    | 11 056 | 20,11  |  |  |  |
| Votants        | Votants                      | Votants        | 43 910 | 79,89  |  |  |  |
| Blancs et nuls | Blancs et nuls               | Blancs et nuls | 760    | 1,73   |  |  |  |
| Exprimés       | Exprimés                     | Exprimés       | 43 150 | 98,27  |  |  |  |

Le suppléant de Jacques Delong était Alfred Gigoux, contrôleur des PTT, conseiller municipal de Saint-Dizier.

### Élections de 1973
| Candidat       | Candidat                     | Parti          | Premier tour | Premier tour | Second tour | Second tour |  |
| Candidat       | Candidat                     | Parti          | Voix         | %            | Voix        | %           |  |
| -------------- | ---------------------------- | -------------- | ------------ | ------------ | ----------- | ----------- |  |
|                | Jacques Delong sortant réélu | UDR (URP)      | 18 939       | 42,02        | 25 872      | 57,01       |  |
|                | Marius Cartier               | PCF            | 12 616       | 27,99        | 19 507      | 42,99       |  |
|                | Louis Cardot                 | PS (UGSD)      | 6 231        | 13,82        | Retrait     | Retrait     |  |
|                | Robert Charton               | MR             | 4 608        | 10,22        |             |             |  |
|                | Marcel Marchand              | PSU            | 1 605        | 3,56         |             |             |  |
|                | Fred Guikovaty               | LO             | 1 076        | 2,39         |             |             |  |
|                |                              |                |              |              |             |             |  |
| Inscrits       | Inscrits                     | Inscrits       | 57 040       | 100,00       | 57 041      | 100,00      |  |
| Abstentions    | Abstentions                  | Abstentions    | 10 766       | 18,87        | 9 652       | 16,92       |  |
| Votants        | Votants                      | Votants        | 46 274       | 81,13        | 47 389      | 83,08       |  |
| Blancs et nuls | Blancs et nuls               | Blancs et nuls | 1 199        | 2,59         | 2 010       | 4,24        |  |
| Exprimés       | Exprimés                     | Exprimés       | 45 075       | 97,41        | 45 379      | 95,76       |  |

Le suppléant de Jacques Delong était Alfred Gigoux.

### Élections de 1978
| Candidat       | Candidat                     | Parti          | Premier tour | Premier tour | Second tour | Second tour |  |
| Candidat       | Candidat                     | Parti          | Voix         | %            | Voix        | %           |  |
| -------------- | ---------------------------- | -------------- | ------------ | ------------ | ----------- | ----------- |  |
|                | Jacques Delong sortant réélu | RPR            | 21 160       | 39,33        | 29 252      | 52,98       |  |
|                | Marius Cartier               | PCF            | 15 242       | 28,33        | 25 963      | 47,02       |  |
|                | Guy Chanfrault               | PS             | 10 944       | 20,34        | Retrait     | Retrait     |  |
|                | Guy Sulter                   | UDF (CDS)      | 4 138        | 7,69         |             |             |  |
|                | Catherine Bouton             | LO             | 1 517        | 2,82         |             |             |  |
|                | Maurice Lonon                | UGP            | 805          | 1,5          |             |             |  |
|                |                              |                |              |              |             |             |  |
| Inscrits       | Inscrits                     | Inscrits       | 65 917       | 100,00       | 65 921      | 100,00      |  |
| Abstentions    | Abstentions                  | Abstentions    | 10 879       | 16,5         | 8 971       | 13,61       |  |
| Votants        | Votants                      | Votants        | 55 038       | 83,5         | 56 950      | 86,39       |  |
| Blancs et nuls | Blancs et nuls               | Blancs et nuls | 1 232        | 2,24         | 1 735       | 3,05        |  |
| Exprimés       | Exprimés                     | Exprimés       | 53 806       | 97,76        | 55 215      | 96,95       |  |

Le suppléant de Jacques Delong était Alfred Gigoux.

### Élections de 1981
| Candidat       | Candidat                       | Parti          | Premier tour | Premier tour | Second tour | Second tour |  |
| Candidat       | Candidat                       | Parti          | Voix         | %            | Voix        | %           |  |
| -------------- | ------------------------------ | -------------- | ------------ | ------------ | ----------- | ----------- |  |
|                | Jacques-Richard Delong sortant | RPR (UNM)      | 21 611       | 45,33        | 24 127      | 46,24       |  |
|                | Guy Chanfrault élu             | PS             | 15 853       | 33,25        | 28 114      | 53,76       |  |
|                | Marius Cartier                 | PCF            | 10 215       | 21,44        | Retrait     | Retrait     |  |
|                |                                |                |              |              |             |             |  |
| Inscrits       | Inscrits                       | Inscrits       | 67 955       | 100,00       | 67 969      | 100,00      |  |
| Abstentions    | Abstentions                    | Abstentions    | 19 571       | 28,8         | 14 878      | 21,89       |  |
| Votants        | Votants                        | Votants        | 48 384       | 71,2         | 53 091      | 78,11       |  |
| Blancs et nuls | Blancs et nuls                 | Blancs et nuls | 705          | 1,46         | 850         | 1,6         |  |
| Exprimés       | Exprimés                       | Exprimés       | 47 679       | 98,54        | 52 241      | 98,4        |  |

Le suppléant de Guy Chanfrault était Jean-Claude Popko, instituteur, adjoint au maire de Froncles, conseiller général du canton de Vignory.

### Élections de 1988
| Candidat       | Candidat                     | Parti          | Premier tour | Premier tour | Second tour | Second tour |  |
| Candidat       | Candidat                     | Parti          | Voix         | %            | Voix        | %           |  |
| -------------- | ---------------------------- | -------------- | ------------ | ------------ | ----------- | ----------- |  |
|                | Guy Chanfrault sortant réélu | PS             | 16 418       | 38,74        | 24 772      | 53,49       |  |
|                | Simone Martin                | UDF (PR) (URC) | 15 213       | 35,89        | 21 539      | 46,51       |  |
|                | Marius Cartier               | PCF            | 5 738        | 13,54        |             |             |  |
|                | Robert Boulommier            | FN             | 5 015        | 11,83        |             |             |  |
|                |                              |                |              |              |             |             |  |
| Inscrits       | Inscrits                     | Inscrits       | 68 730       | 100,00       | 68 730      | 100,00      |  |
| Abstentions    | Abstentions                  | Abstentions    | 25 280       | 36,78        | 21 133      | 30,75       |  |
| Votants        | Votants                      | Votants        | 43 450       | 63,22        | 47 597      | 69,25       |  |
| Blancs et nuls | Blancs et nuls               | Blancs et nuls | 1 066        | 2,45         | 1 286       | 2,7         |  |
| Exprimés       | Exprimés                     | Exprimés       | 42 384       | 97,55        | 46 311      | 97,3        |  |

Le suppléant de Guy Chanfrault était Richard Guénin, instituteur,  conseiller municipal de Wassy.

### Élections de 1993
| Candidat       | Candidat                     | Parti          | Premier tour | Premier tour | Second tour | Second tour |  |
| Candidat       | Candidat                     | Parti          | Voix         | %            | Voix        | %           |  |
| -------------- | ---------------------------- | -------------- | ------------ | ------------ | ----------- | ----------- |  |
|                | François Cornut-Gentille élu | RPR            | 10 051       | 23,85        | 20 217      | 64,28       |  |
|                | Simone Martin                | UDF (PR)       | 9 512        | 22,57        | 11 235      | 35,72       |  |
|                | Franck Amann                 | FN             | 6 820        | 16,18        |             |             |  |
|                | Guy Chanfrault sortant       | PS (ADFP)      | 5 819        | 13,81        |             |             |  |
|                | Jean-Luc Bouzon              | PCF            | 5 777        | 13,71        |             |             |  |
|                | Fabrice Wowak                | Les Verts (EÉ) | 2 469        | 5,86         |             |             |  |
|                | Marcelle Scordel             | LT-LNÉ         | 1 699        | 4,03         |             |             |  |
|                |                              |                |              |              |             |             |  |
| Inscrits       | Inscrits                     | Inscrits       | 67 707       | 100,00       | 67 697      | 100,00      |  |
| Abstentions    | Abstentions                  | Abstentions    | 22 710       | 33,54        | 27 296      | 40,32       |  |
| Votants        | Votants                      | Votants        | 44 997       | 66,46        | 40 401      | 59,68       |  |
| Blancs et nuls | Blancs et nuls               | Blancs et nuls | 2 850        | 6,33         | 8 949       | 22,15       |  |
| Exprimés       | Exprimés                     | Exprimés       | 42 147       | 93,67        | 31 452      | 77,85       |  |

Le suppléant de François Cornut-Gentille était Gilles Mérat, chef d'entreprise à Saint-Dizier.

### Élections de 1997
| Candidat       | Candidat                               | Parti          | Premier tour | Premier tour | Second tour | Second tour |  |
| Candidat       | Candidat                               | Parti          | Voix         | %            | Voix        | %           |  |
| -------------- | -------------------------------------- | -------------- | ------------ | ------------ | ----------- | ----------- |  |
|                | François Cornut-Gentille sortant réélu | RPR            | 13 267       | 31,47        | 19 996      | 43,06       |  |
|                | Franck Amann                           | FN             | 10 115       | 23,99        | 8 765       | 18,88       |  |
|                | Jean-François Sauvaget                 | PS             | 9 008        | 21,36        | 17 674      | 38,06       |  |
|                | Marcelle Fontaine                      | PCF            | 4 087        | 9,69         |             |             |  |
|                | Jean-Marie Harat                       | diss. UDF      | 1 451        | 3,44         |             |             |  |
|                | Fabrice Wowak                          | Les Verts      | 1 427        | 3,38         |             |             |  |
|                | André Fruthiot                         | LO             | 1 199        | 2,84         |             |             |  |
|                | Viviane Fournier                       | GÉ             | 1 018        | 2,41         |             |             |  |
|                | Yves Royer                             | US4J           | 591          | 1,4          |             |             |  |
|                |                                        |                |              |              |             |             |  |
| Inscrits       | Inscrits                               | Inscrits       | 66 776       | 100,00       | 66 816      | 100,00      |  |
| Abstentions    | Abstentions                            | Abstentions    | 22 204       | 33,25        | 18 691      | 27,97       |  |
| Votants        | Votants                                | Votants        | 44 572       | 66,75        | 48 125      | 72,03       |  |
| Blancs et nuls | Blancs et nuls                         | Blancs et nuls | 2 409        | 5,4          | 1 690       | 3,51        |  |
| Exprimés       | Exprimés                               | Exprimés       | 42 163       | 94,6         | 46 435      | 96,49       |  |

Le suppléant de François Cornut-Gentille était Gilles Mérat.

### Élections de 2002
| Candidat       | Candidat                               | Parti          | Premier tour | Premier tour | Second tour | Second tour |  |
| Candidat       | Candidat                               | Parti          | Voix         | %            | Voix        | %           |  |
| -------------- | -------------------------------------- | -------------- | ------------ | ------------ | ----------- | ----------- |  |
|                | François Cornut-Gentille sortant réélu | UMP            | 19 382       | 49,14        | 23 163      | 74,05       |  |
|                | Evelyne Advenier                       | FN             | 7 363        | 18,67        | 8 119       | 25,95       |  |
|                | Jean-François Sauvaget                 | PS             | 7 275        | 18,45        |             |             |  |
|                | Jean-Luc Bouzon                        | PCF            | 3 743        | 9,49         |             |             |  |
|                | Chantal Rossit                         | LO             | 1 096        | 2,78         |             |             |  |
|                | Jacques Gaillard                       | MNR            | 581          | 1,47         |             |             |  |
|                |                                        |                |              |              |             |             |  |
| Inscrits       | Inscrits                               | Inscrits       | 66 829       | 100,00       | 66 830      | 100,00      |  |
| Abstentions    | Abstentions                            | Abstentions    | 26 491       | 39,64        | 32 132      | 48,08       |  |
| Votants        | Votants                                | Votants        | 40 338       | 60,36        | 34 698      | 51,92       |  |
| Blancs et nuls | Blancs et nuls                         | Blancs et nuls | 898          | 2,23         | 3 416       | 9,84        |  |
| Exprimés       | Exprimés                               | Exprimés       | 39 440       | 97,77        | 31 282      | 90,16       |  |

La suppléante de François Cornut-Gentille était Brigitte Loye, chef d'entreprise à Éclaron-Braucourt.

### Élections de 2007
|                | François Cornut-Gentille sortant réélu | UMP            | 20 782 | 56,3   |  |  |  |
|                | Nicole Le Corre                        | FN             | 3 406  | 9,23   |  |  |  |
|                | Roland Daverdon                        | diss. PS       | 3 020  | 8,18   |  |  |  |
|                | Jean-Luc Bouzon                        | PCF            | 2 803  | 7,59   |  |  |  |
|                | Kheira Drissi                          | PS             | 2 709  | 7,34   |  |  |  |
|                | Philippe Neveu                         | UDF–MoDem      | 1 695  | 4,59   |  |  |  |
|                | Véronique Bouet                        | LCR            | 697    | 1,89   |  |  |  |
|                | Fabrice Wowak                          | Les Verts      | 677    | 1,83   |  |  |  |
|                | Marie Bizlall                          | NPA            | 407    | 1,1    |  |  |  |
|                | Franck Thiéblemont                     | GÉ             | 396    | 1,07   |  |  |  |
|                | Jacques Gaillard                       | MNR            | 321    | 0,87   |  |  |  |
|                |                                        |                |        |        |  |  |  |
| Inscrits       | Inscrits                               | Inscrits       | 66 277 | 100,00 |  |  |  |
| Abstentions    | Abstentions                            | Abstentions    | 28 620 | 43,18  |  |  |  |
| Votants        | Votants                                | Votants        | 37 657 | 56,82  |  |  |  |
| Blancs et nuls | Blancs et nuls                         | Blancs et nuls | 744    | 1,98   |  |  |  |
| Exprimés       | Exprimés                               | Exprimés       | 36 913 | 98,02  |  |  |  |

### Élections de 2012
| Candidat       | Candidat                               | Parti           | Premier tour | Premier tour | Second tour | Second tour |  |
| Candidat       | Candidat                               | Parti           | Voix         | %            | Voix        | %           |  |
| -------------- | -------------------------------------- | --------------- | ------------ | ------------ | ----------- | ----------- |  |
|                | François Cornut-Gentille sortant réélu | UMP             | 16 724       | 45,67        | 20 922      | 60,98       |  |
|                | Denis Maillot                          | PS (EÉLV)       | 10 477       | 28,61        | 13 390      | 39,02       |  |
|                | Paul-Marie Coûteaux                    | RBM (SIEL) (FN) | 6 957        | 19,00        |             |             |  |
|                | Daniel Monnier                         | FG (PG)         | 1 404        | 3,83         |             |             |  |
|                | Laure Grosheitsch                      | MÉI             | 407          | 1,11         |             |             |  |
|                | Sylvain Demay                          | LO              | 239          | 0,65         |             |             |  |
|                | Naïla Hennard                          | DLR             | 227          | 0,62         |             |             |  |
|                | Léa Monforte                           | NPA             | 186          | 0,51         |             |             |  |
|                |                                        |                 |              |              |             |             |  |
| Inscrits       | Inscrits                               | Inscrits        | 64 325       | 100,00       | 64 327      | 100,00      |  |
| Abstentions    | Abstentions                            | Abstentions     | 27 234       | 42,34        | 28 882      | 44,9        |  |
| Votants        | Votants                                | Votants         | 37 091       | 57,66        | 35 445      | 55,1        |  |
| Blancs et nuls | Blancs et nuls                         | Blancs et nuls  | 470          | 1,27         | 1 133       | 3,2         |  |
| Exprimés       | Exprimés                               | Exprimés        | 36 621       | 98,73        | 34 312      | 96,8        |  |

### Élections de 2017
|                                                                                |                                                                                                   |                           |                           |                          |                          |
|                                                                                |                                                                                                   | Premier tour 11 juin 2017 | Premier tour 11 juin 2017 | Second tour 18 juin 2017 | Second tour 18 juin 2017 |
|                                                                                |                                                                                                   |                           |                           |                          |                          |
|                                                                                |                                                                                                   | Nombre                    | % des inscrits            | Nombre                   | % des inscrits           |
| Inscrits                                                                       | Inscrits                                                                                          | 61 604                    | 100,00                    | 61 594                   | 100,00                   |
| Abstentions                                                                    | Abstentions                                                                                       | 32 008                    | 51,96                     | 33 811                   | 54,89                    |
| Votants                                                                        | Votants                                                                                           | 29 596                    | 48,04                     | 27 783                   | 45,11                    |
|                                                                                |                                                                                                   |                           | % des votants             |                          | % des votants            |
| Bulletins blancs                                                               | Bulletins blancs                                                                                  | 441                       | 1,49                      | 1 320                    | 4,75                     |
| Bulletins nuls                                                                 | Bulletins nuls                                                                                    | 145                       | 0,49                      | 535                      | 1,93                     |
| Suffrages exprimés                                                             | Suffrages exprimés                                                                                | 29 010                    | 98,02                     | 25 928                   | 93,32                    |
|                                                                                |                                                                                                   |                           |                           |                          |                          |
| Étiquette politique                                                            | Étiquette politique                                                                               | Voix                      | % des exprimés            | Voix                     | % des exprimés           |
|                                                                                |                                                                                                   |                           |                           |                          |                          |
|                                                                                | François Cornut-Gentille (député sortant) Les Républicains (Union des démocrates et indépendants) | 9 808                     | 33,81                     | 16 026                   | 61,81                    |
|                                                                                | Frédéric Fabre Front national                                                                     | 8 431                     | 29,06                     | 9 902                    | 38,19                    |
|                                                                                | Vincent Berthet La République en marche                                                           | 6 148                     | 21,19                     |                          |                          |
|                                                                                | Daniel Monnier La France insoumise                                                                | 2 380                     | 8,20                      |                          |                          |
|                                                                                | Antoine Desfretier Parti socialiste                                                               | 966                       | 3,33                      |                          |                          |
|                                                                                | Valérie Roffidal Europe Écologie Les Verts                                                        | 466                       | 1,61                      |                          |                          |
|                                                                                | Édouard Gonzalez Parti communiste français                                                        | 414                       | 1,43                      |                          |                          |
|                                                                                | Anne Halin Lutte ouvrière                                                                         | 214                       | 0,74                      |                          |                          |
|                                                                                | Laurence Olivier Union populaire républicaine                                                     | 183                       | 0,63                      |                          |                          |
| Source : Ministère de l'Intérieur - Deuxième circonscription de la Haute-Marne |                                                                                                   |                           |                           |                          |                          |

### Élections de 2022
| Résultats des élections législatives des 12 et 19 juin 2022 de la 2e circonscription de la Haute-Marne |                            |                          |              |              |             |             |
| Candidat                                                                                               | Candidat                   | Parti et coalition       | Premier tour | Premier tour | Second tour | Second tour |
| Candidat                                                                                               | Candidat                   | Parti et coalition       | Voix         | %            | Voix        | %           |
| | Laurence Robert-Dehault    | RN                       | 10 928       | 39,61        | 13 877      | 51,70       |
| | François Cornut-Gentille * | LR                       | 7 685        | 27,85        | 12 963      | 48,30       |
| | Ingrid Viot,               | LFI (NUPES)              | 3 438        | 12,46        |             |             |
| | Déborah Daval              | LREM (ENS)               | 3 122        | 11,31        |             |             |
| | Philippe Novac             | DVD                      | 1 069        | 3,87         |             |             |
| | Anne Lettrée               | REC                      | 663          | 2,40         |             |             |
| | Justin Prum                | LO                       | 345          | 1,25         |             |             |
| | Marie-Agnès Vallée         | DLF                      | 342          | 1,24         |             |             |
| Votes valides                                                                                          | Votes valides              | Votes valides            | 27 593       | 98,08        | 26 840      | 95,85       |
| Votes blancs                                                                                           | Votes blancs               | Votes blancs             | 388          | 1,38         | 806         | 2,88        |
| Votes nuls                                                                                             | Votes nuls                 | Votes nuls               | 154          | 0,55         | 357         | 1,27        |
| Total                                                                                                  | Total                      | Total                    | 28 134       | 100          | 28 003      | 100         |
| Abstention                                                                                             | Abstention                 | Abstention               | 31 315       | 52,68        | 31 444      | 52,89       |
| Inscrits / participation                                                                               | Inscrits / participation   | Inscrits / participation | 59 449       | 47,32        | 59 447      | 47,11       |

### Élections de 2024
| Candidat                 | Candidat                 | Parti et coalition       | Nuance                   | Premier tour | Premier tour |
| Candidat                 | Candidat                 | Parti et coalition       | Nuance                   | Voix         | %            |
| ------------------------ | ------------------------ | ------------------------ | ------------------------ | ------------ | ------------ |
|                          | Laurence Robert-Dehault  | RN                       | RN                       | 21 009       | 56,82        |
|                          | Nicolas Lacroix          |                          | DVD                      | 10 407       | 28,15        |
|                          | Ingrid Viot              | LFI (NFP)                | UG                       | 4 876        | 13,19        |
|                          | Justin Prum              | LO                       | EXG                      | 684          | 1,85         |
|                          |                          |                          |                          |              |              |
| Votes valides            | Votes valides            | Votes valides            | Votes valides            | 36 976       | 97,12        |
| Votes blancs             | Votes blancs             | Votes blancs             | Votes blancs             | 670          | 1,76         |
| Votes nuls               | Votes nuls               | Votes nuls               | Votes nuls               | 426          | 1,12         |
| Total                    | Total                    | Total                    | Total                    | 38 072       | 100          |
| Abstention               | Abstention               | Abstention               | Abstention               | 20 971       | 35,52        |
| Inscrits / participation | Inscrits / participation | Inscrits / participation | Inscrits / participation | 59 043       | 64,48        |

#### Département de la Haute-Marne
- La fiche de l'INSEE de cette circonscription : « Tableaux et Analyses de la deuxième circonscription de la Haute-Marne », sur insee.fr, site de l'Institut national de la statistique et des études économiques (consulté le 10 juin 2007) [PDF]

- « Tous les députés du département de la Haute-Marne depuis 1789 », sur assemblee-nationale.fr, site de l'Assemblée nationale française (consulté le 10 juin 2007)

- « Informations contentieuses sur le département de la Haute-Marne (Élections législatives de 2002) »(Archive.org • Wikiwix • Archive.is • Google • Que faire ?), sur conseil-constitutionnel.fr, site du Conseil constitutionnel (consulté le 13 juin 2007)

#### Circonscriptions en France
- « Carte des circonscriptions législatives en France », sur assemblee-nationale.fr, site de l'Assemblée nationale française (consulté le 20 juin 2007)

- « Résultats électoraux officiels en France »(Archive.org • Wikiwix • Archive.is • Google • Que faire ?), sur interieur.gouv.fr, site du ministère de l'Intérieur (France) (consulté le 13 juin 2007)

- Description et Atlas des circonscriptions électorales de France sur http://www.atlaspol.com, Atlaspol, site de cartographie géopolitique, consulté le 13 juin 2007.